# Politikåret 1888

## Händelser
- 6 februari – Robert Themptander avgår som Sveriges statsminister och ersätts av Gillis Bildt.[1]

## Födda
- 25 februari – John Foster Dulles, amerikansk politiker, USA:s utrikesminister 1953–1959.

### Fotnoter
1. ↑  ”Sweden” (på engelska). World Statesmen. http://www.worldstatesmen.org/Sweden.html. Läst 28 juli 2015.